# Éléonore Pourriat
Éléonore Pourriat est une actrice, scénariste, réalisatrice et romancière française.

## Biographie

### Carrière
Éléonore Pourriat a étudié l'art dramatique au conservatoire à rayonnement communal du 5e arrondissement de Paris.
En 1998, elle crée la Compagnie de l’épicerie, avec Gaëla Le Devehat et Emmanuelle Destremau.
En 2010, elle réalise un court métrage, Majorité opprimée, dans lequel elle imagine un monde matriarcal où les femmes dominent socialement les hommes. Elle développe ensuite le même concept dans un long métrage, Je ne suis pas un homme facile, qui devient le premier film Netflix en langue française.
En 2019, elle publie son premier roman, Histoire d'Adrian Silencio. En 2021, deuxième roman aux éditions JC Lattès, Poupées.

### Vie personnelle
Elle est la compagne du réalisateur et producteur Benoît Cohen[réf. nécessaire].

## Filmographie
Sauf indication contraire, les informations mentionnées dans cette section peuvent être confirmées par les bases de données cinématographiques IMDb et Allociné,  présentes dans la section « Liens externes ».

### Réalisatrice
- 2010 : Majorité opprimée (court métrage)
- 2018 : Je ne suis pas un homme facile (film Netflix)

### Scénariste
- 2001 : Les Acteurs anonymes de Benoît Cohen
- 2003 : Nos enfants chéris de Benoît Cohen
- 2006 : Qui m'aime me suive de Benoît Cohen
- 2007-2008 : Nos enfants chéris (série télévisée)
- 2010 : Majorité opprimée (court métrage) d'elle-même
- 2013 : Tu seras un homme, avec Benoît Cohen et Jules Sagot
- 2018 : Je ne suis pas un homme facile (film Netflix) d'elle-même

### Actrice

#### Cinéma
- 2001 : Les Acteurs anonymes de Benoît Cohen : Éléonore
- 2003 : Nos enfants chéris de Benoît Cohen : Claire
- 2005 : La Bourde (court métrage) de Mathieu Demy : la serveuse
- 2006 : Qui m'aime me suive de Benoît Cohen : Chine
- 2006 : La Jungle de Matthieu Delaporte : Coralie
- 2009 : 35 kilos d'espoir d'Olivier Langlois : Karine
- 2009 : Les Violette de Benoît Cohen : Violette 1
- 2013 : Tu seras un homme de Benoît Cohen : la mère de Léo
- 2018 : Je ne suis pas un homme facile (film Netflix) d'elle-même : la psy de Damien
- 2023 : Ma France à moi de Benoît Cohen : Professeure Sciences Po

#### Télévision
- 2007 : Les Zygs, le secret des disparus (série télévisée), saison 1
- 2007-2008 : Nos enfants chéris (série télévisée) : Claire
- 2009 : Mac Orlan (série télévisée), saison 1
- 2010 : Le temps est à l'orage (téléfilm) de Joyce Buñuel : Véro
- 2011 : Parle tout bas, si c'est d'amour (téléfilm) de Sylvain Monod : Laurence
- 2013 : Tiger Lily, 4 femmes dans la vie (série télévisée) de Benoît Cohen : Anne
- 2013 : Cherif (série télévisée), saison 1, épisode Blackjack : Véronique Verdier
- 2014 : Boulevard du palais (série télévisée), saison16 : Cécile Van Hecken